# Ź
Cette page contient des caractères spéciaux ou non latins. S’ils s’affichent mal (▯, ?, etc.), consultez la page d’aide Unicode.
Ź (minuscule : ź), ou Z accent aigu, est un graphème utilisé dans l’écriture de quelques langues slaves, dont le polonais, le sorabe, le monténégrin et dans l’alphabet łacinka du biélorusse, ou dans l’écriture du chipaya. Il s’agit de la lettre Z diacritée d'un accent aigu.

## Utilisation

### Langues slaves
Le ‹ ź › est utilisé en polonais, biélorusse et bas-sorabe pour représenter le son [ʑ], un ‹ z › [z] palatisé. L’accent aigu est utilisé avec d’autres consonnes pour indiquer la palatisation. Il n’est pas à confondre avec le ‹ ż › (z point suscrit) et le ‹ ž › (z hatchek).

## Représentations informatiques
Le Z accent aigu peut être représenté avec les caractères Unicode suivants :
- précomposé (Latin étendu additionnel) :

| formes    | représentations | chaînes de caractères | points de code | descriptions                          |
| --------- | --------------- | --------------------- | -------------- | ------------------------------------- |
| capitale  | Ź               | Ź                     | U+0179         | lettre majuscule latine z accent aigu |
| minuscule | ź               | ź                     | U+017A         | lettre minuscule latine z accent aigu |

- décomposé (latin de base, diacritiques) :

| formes    | représentations | chaînes de caractères | points de code | descriptions                                      |
| --------- | --------------- | --------------------- | -------------- | ------------------------------------------------- |
| capitale  | Ź               | Z◌́                    | U+005A U+0301  | lettre majuscule latine z diacritique accent aigu |
| minuscule | ź               | z◌́                    | U+007A U+0301  | lettre minuscule latine z diacritique accent aigu |